# Elihu Palmer
Elihu Palmer (Canterbury, 7 agosto 1764 – Filadelfia, 7 aprile 1806) è stato uno scrittore statunitense, autore e sostenitore del deismo nei primi tempi degli Stati Uniti.

## Biografia
Elihu Palmer nacque a Canterbury, nel Connecticut nel 1764. Studiò come ministro presbiteriano al Dartmouth College, da dove si laureò nel 1787. Poco dopo la sua laurea, tuttavia, divenne un deista. Dopo aver respinto la dottrina calvinista del presbiterianismo, Palmer divenne in qualche modo un vagabondo fisico, spirituale e intellettuale, arrivando infine a New York, dove formò la Deistical Society of New York nel 1796.
Ha vissuto per un periodo ad Augusta, in Georgia, dove ha raccolto materiale per "Geography" del Dr. Jedediah Morse e successivamente ha vissuto a Philadelphia e New York City. Nel 1793 divenne totalmente cieco da un attacco di febbre gialla. Era un violento agitatore politico e il capo della società degli illuminati colombiani, fondata a New York nel 1801.
Palmer continuò a scrivere fino alla fine della sua vita e pubblicò diverse opere scritte, tra cui "A Fourth of July Oration" (1797), ed è stato anche l'autore di The Principles of Nature, o A Development of the Moral Causes of Happiness e Miseria tra le specie umane. Ha anche fondato due giornali, The Temple of Reason nel 1800 e Prospect, o View of the Moral World nel 1803.